# Avtomobilçi Yevlax
Avtomobilçi Yevlax – azerski klub piłkarski, mający siedzibę w mieście Yevlax, w środkowej części kraju, działający w latach 1990–1995.

## Historia
Chronologia nazw:
- 1990: Avtomobilçi Yevlax (ros. «Автомобилчи» Евлах)
- 1995: klub rozwiązano

Klub sportowy Avtomobilçi Yevlax został założony w miejscowości Yevlax w 1990 roku, chociaż drużyna amatorska już w 1986 rywalizowała w mistrzostwach i Pucharze Azerbejdżańskiej SRR. W 1990 debiutował we Wtoroj nizszej lidze Mistrzostw ZSRR (D4), zajmując 17.miejsce w grupie 3. W następnym 1991 roku został sklasyfikowany na trzeciej pozycji w grupie 3.
Po uzyskaniu niepodległości przez Azerbejdżan w 1992 debiutował w najwyższej lidze, zwanej Yüksək Liqa. Debiutowy sezon 1992 zakończył na 9.pozycji w grupie A i w rundzie drugiej walczył w grupie spadkowej, gdzie został sklasyfikowany na końcowym 21.miejscu, po czym został zdegradowany do pierwszej ligi. W 1993 roku zwyciężył w grupie A Birinci Dəstə, ale w finale przegrał ze zwycięzcą grupy B, jednak otrzymał awans do Yüksək Liqa. W sezonie 1993/94 uplasował się na ostatniej 16.pozycji i spadł z powrotem do pierwszej ligi. Po zakończeniu sezonu 1994/95 zajął 9.miejsce w Birinci Dəstə. Ale przez problemy finansowe zrezygnował z dalszych rozgrywek i został rozwiązany.

## Barwy klubowe, strój
|  |  |

Klub ma barwy czerwono-białe. Zawodnicy domowe spotkania zazwyczaj grają w czerwonych koszulkach, czerwonych spodenkach oraz czerwonych getrach.

## Sukcesy

### Trofea międzynarodowe
Nie uczestniczył w rozgrywkach europejskich (stan na 31-05-2019).

### Trofea krajowe
Azerbejdżan
| \| \| Zdobyte trofea w rozgrywkach Azerbejdżanu (stan na: 31-05-2019) \| |                                                                 |      |          |
| Rozgrywki                                                                | Osiągnięcie                                                     | Razy | Sezon(y) |
| Mistrzostwo                                                              | I miejsce                                                       | 0    |          |
| Mistrzostwo                                                              | II miejsce                                                      | 0    |          |
| Mistrzostwo                                                              | III miejsce                                                     | 0    |          |
| Mistrzostwo                                                              | 16.miejsce                                                      | 1    | 1993/94  |
| Puchar                                                                   | zdobywca                                                        | 0    |          |
| Puchar                                                                   | finalista                                                       | 0    |          |
| Puchar                                                                   | ćwierćfinał                                                     | 1    | 1993     |
| II liga                                                                  | I miejsce                                                       | 0    |          |
| II liga                                                                  | II miejsce                                                      | 1    | 1993     |
| II liga                                                                  | III miejsce                                                     | 0    |          |
| Azerbejdżan                                                              | Zdobyte trofea w rozgrywkach Azerbejdżanu (stan na: 31-05-2019) |      |          |

ZSRR
| \| \| Zdobyte trofea w rozgrywkach Związku Radzieckiego (stan na: 31-12-1992) \| |                                                                         |      |          |
| Rozgrywki                                                                        | Osiągnięcie                                                             | Razy | Sezon(y) |
| Mistrzostwo                                                                      | I miejsce                                                               | 0    |          |
| Mistrzostwo                                                                      | II miejsce                                                              | 0    |          |
| Mistrzostwo                                                                      | III miejsce                                                             | 0    |          |
| Puchar                                                                           | zdobywca                                                                | 0    |          |
| Puchar                                                                           | finalista                                                               | 0    |          |
| II liga                                                                          | I miejsce                                                               | 0    |          |
| II liga                                                                          | II miejsce                                                              | 0    |          |
| II liga                                                                          | III miejsce                                                             | 0    |          |
|                                                                                  | Zdobyte trofea w rozgrywkach Związku Radzieckiego (stan na: 31-12-1992) |      |          |

- Wtoraja nizszaja liga (D4):
  - 3.miejsce (1x): 1991 (gr.3)

## Poszczególne sezony

### Rozgrywki międzynarodowe

#### Europejskie puchary
Nie uczestniczył w rozgrywkach europejskich.

### Rozgrywki krajowe
ZSRR
| \| \| Bilans występów klubu w rozgrywkach piłkarskich Związku Radzieckiego (Stan na 31 grudnia 1992 r.) \| |                                                                                                   |        |       |   |   |   |    |    |     |           |        |        |      |
| Poziom | Rozgrywki                                                                                         | Sezony | Mecze | Z | R | P | B+ | B– | Pkt | Lata      | Awanse | Spadki | Naj. |
| I | Wysszaja liga                                                                                     | 0      |       |   |   |   |    |    |     |           |        |        |      |
| II | Pierwaja liga                                                                                     | 0      |       |   |   |   |    |    |     |           |        |        |      |
| III | Wtoraja liga                                                                                      | 0      |       |   |   |   |    |    |     |           |        |        |      |
| IV | Wtoraja nizszaja liga                                                                             | 2      |       |   |   |   |    |    |     | 1990–1991 | 0      | 0      | 3    |
| | Puchar ZSRR                                                                                       | 0      |       |   |   |   |    |    |     |           |        |        |      |
| | Bilans występów klubu w rozgrywkach piłkarskich Związku Radzieckiego (Stan na 31 grudnia 1992 r.) |        |       |   |   |   |    |    |     |           |        |        |      |

Azerbejdżan
| \| Azerbejdżan \| Bilans występów klubu w rozgrywkach piłkarskich Azerbejdżanu (Stan na 31 maja 2019 r.) \| \| |                                                                                        |        |       |   |   |   |    |    |     |               |        |        |      |
| Poziom | Rozgrywki                                                                              | Sezony | Mecze | Z | R | P | B+ | B– | Pkt | Lata          | Awanse | Spadki | Naj. |
| I | Yüksək Liqa                                                                            | 2      |       |   |   |   |    |    |     | 1992, 1993/94 | 0      | 2      | 16   |
| II | Birinci Dəstə                                                                          | 2      |       |   |   |   |    |    |     | 1993, 1994/95 | 1      | 0      | 2    |
| | Puchar Azerbejdżanu                                                                    | 3      |       |   |   |   |    |    |     | 1993–1995     | 0      | 0      | 1/4  |
| Azerbejdżan | Bilans występów klubu w rozgrywkach piłkarskich Azerbejdżanu (Stan na 31 maja 2019 r.) |        |       |   |   |   |    |    |     |               |        |        |      |

## Struktura klubu

### Stadion
Klub piłkarski rozgrywał swoje mecze domowe na Stadionie Miejskim w Yevlax o pojemności 3000 widzów.

## Kibice i rywalizacja z innymi klubami

### Derby
- Energetik Mingeczaur
- Pambıqçı Bərdə